# Општина Ванатори Њамц (Њамц)
Ванатори Њамц (рум. Vânători Neamţ) општина је у Румунији у округу Њамц.
Oпштина се налази на надморској висини од 418 m.